# 蓋井島
蓋井島（ふたおいじま）は、響灘に浮かぶ島。山口県最西端の島。下関市に属する。面積2.35km2。人口は87人。サザエや乾燥ひじきなどの特産品がある。

## 山
- 大山（標高252m）
- 乞月山（標高149m）
- 金毘羅山（標高148m）

## 学校
- 下関市立蓋井小学校

## 名所・旧跡・観光スポット

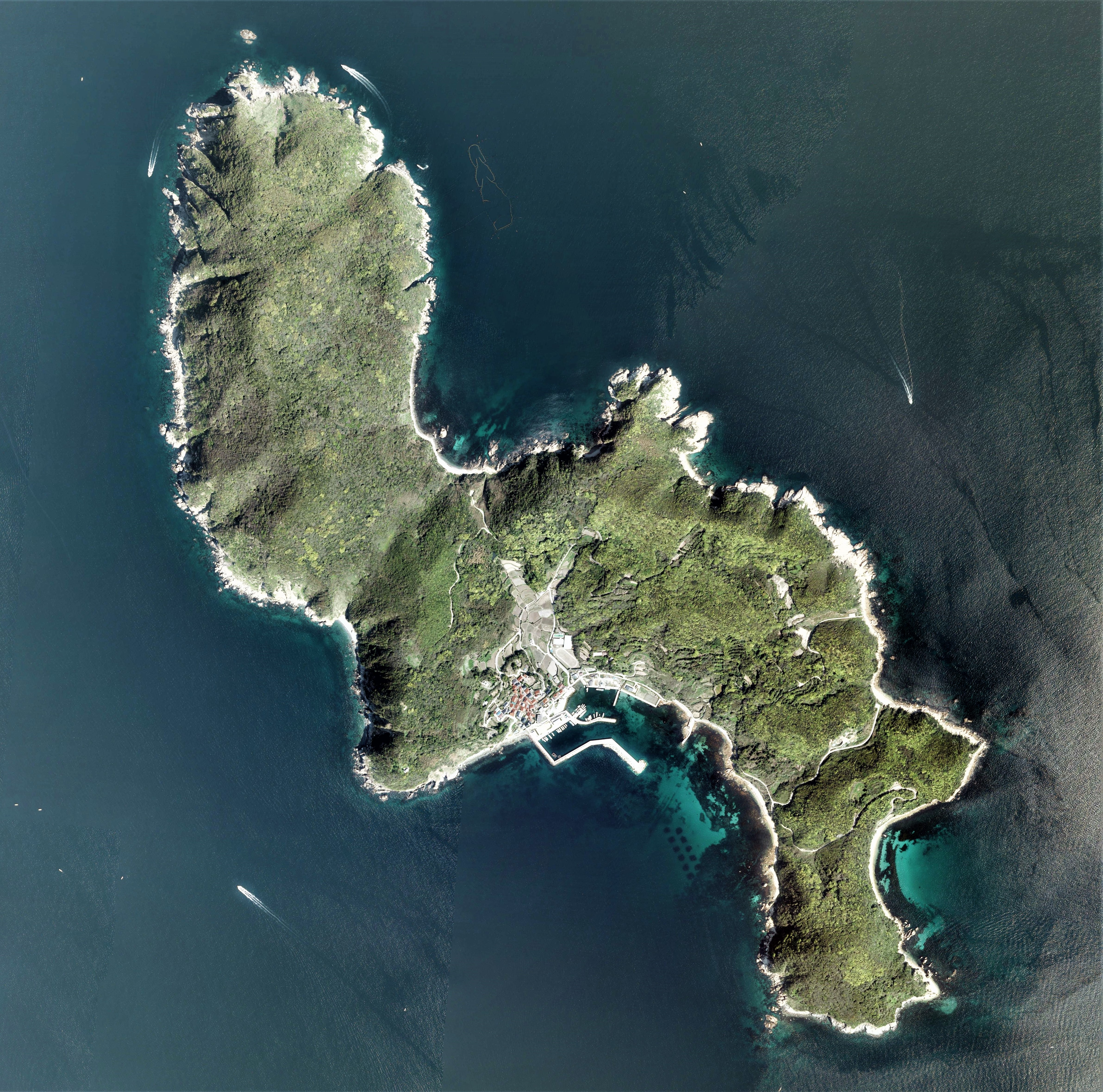
蓋井島の空中写真。
2010年4月25日撮影の8枚を合成作成。
。

- 蓋井八幡宮
- エミュー牧場
- 蓋井島灯台
- 岩門
- 正覚寺

## 施設
- 下関市蓋井島保健福祉館
- 蓋井島下水処理所
- 下関市蓋井島斎場

## 交通
- 吉見漁港から市営渡船で35分（4～10月は一日3往復。11月～2月は一日2往復。）

## 道路
- 島内には県道や国道は走っていない。

## その他
- 昭和初期から終戦時まで、旧日本陸軍の下関要塞蓋井島砲台陣地が島の南部にある乞月山と島の北部にある大山に存在した。現在も、それぞれにコンクリート製の観測所跡や砲台跡などの遺構が残るが、道路が整備されていない為、訪問は容易ではない。
- 辰年と戌年の11月に行われる「蓋井島「山の神」神事」は国の選択する記録作成等の措置を講ずべき無形の民俗文化財に選択されており、神事が行われる「やま」と称される森は「蓋井島「山ノ神」の森」として重要有形民俗文化財に指定されている[1]。

## 参考画像

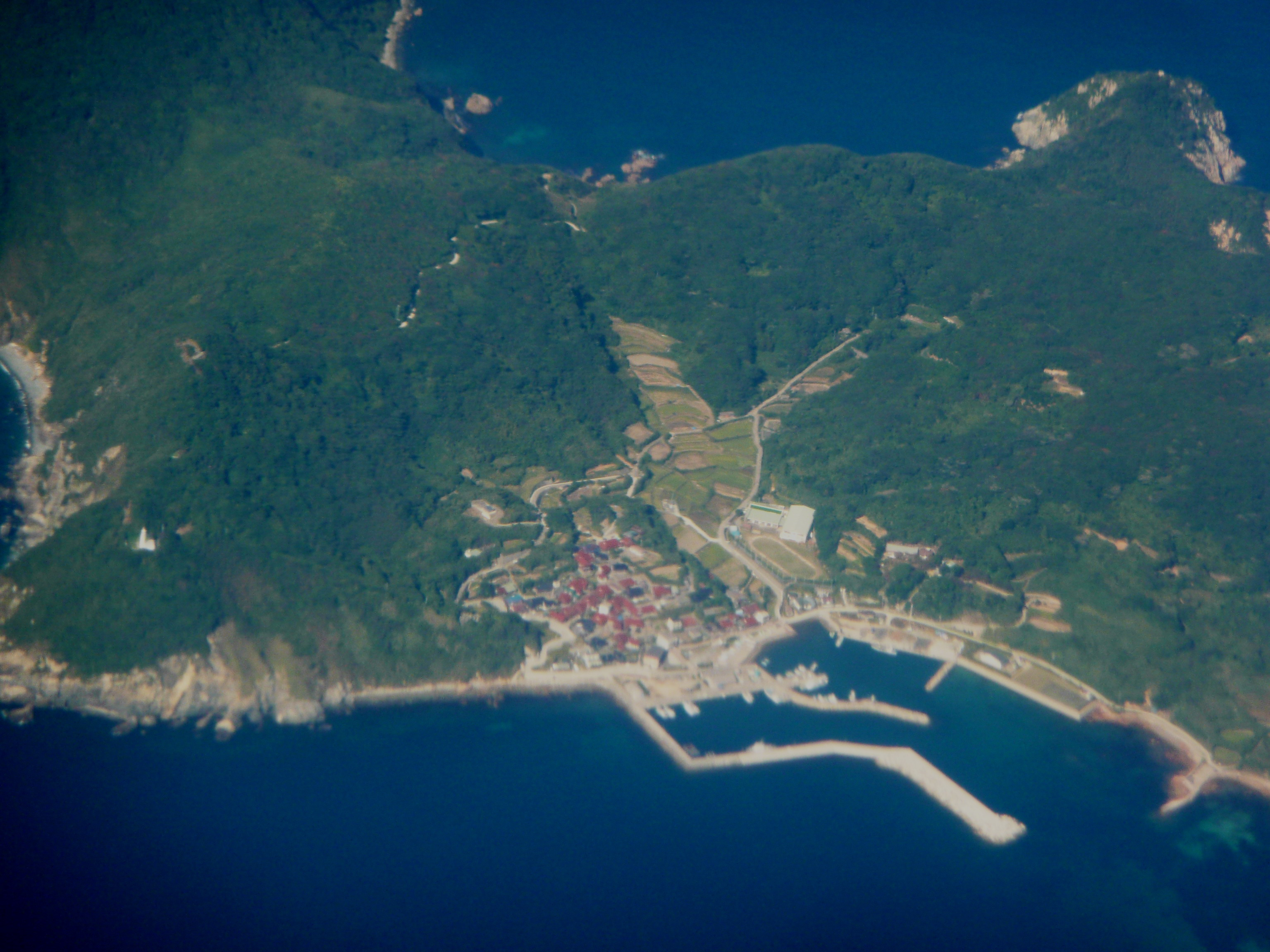
島の中心部
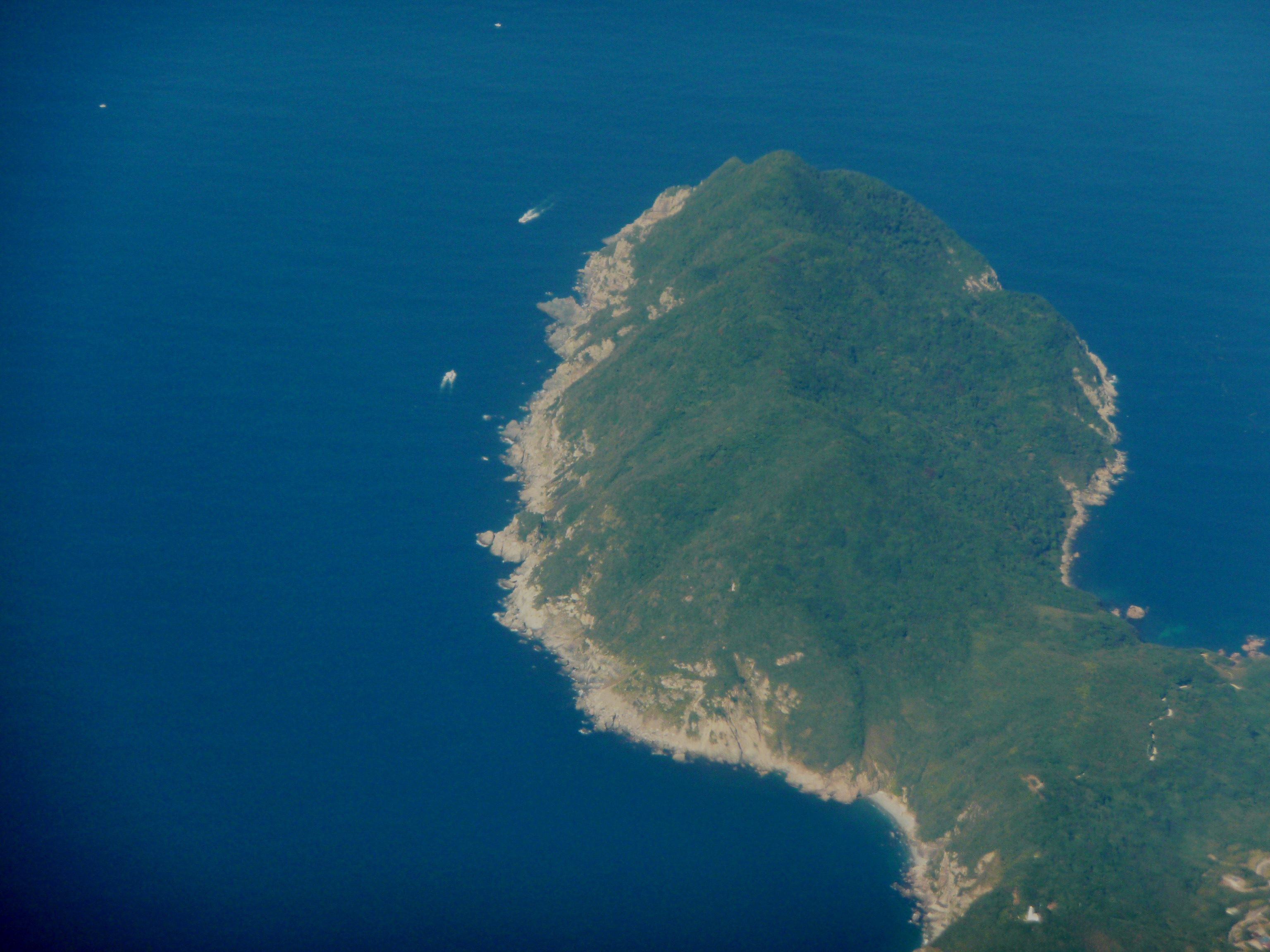
島の北部にある大山